# Famille Sárkány
 (juin 2025).
La famille Sárkány est une ancienne famille de la noblesse hongroise. "Sárkány", en hongrois, signifie "dragon".
Cette famille Sárkány a donné différentes branches qui descendent chacune de la précédente : 
- Sárkány de Ákosháza (en hongrois: ákosházi Sárkány),
- Sárkány de Nyék (nyéki Sárkány),
- Sárkány de Nagyszeg (nagyszegi Sárkány),
- Sárkány de Ilenczfalva (ilenczfalvi Sárkány)

## Histoire
Cette famille possède au XVe siècle siècle de vastes domaines dans le comté de Zala. Vers la fin du XVe siècle siècle, une branche s'installe dans le Csallóköz, dans le comté de Pozsony, où elle acquiert également de vastes domaines.

### Branche de Ákosháza
En 1504, Bertalan Sárkány d'Ákosháza et ses fils sont élevés au rang de baron, renouvelée en 1511 et 1622 et finalement le 27 mai 1679 (LR. XLVI-528.) pour János  Sárkány, lieutenant-colonel, qui reçoit le titre de baron hongrois du roi Ferdinand II de Hongrie le 27 mai 1679. La branche baronniale s'éteint cependant rapidement et les domaines sont transmis aux familles Illésházy, Kisfaludy et Falussy.
Ambrus Sárkány (†1526), membre de le plus éminent de la famille, il figure parmi les barons du royaume à la Diète de 1505 et participa au couronnement de Barbara Zápolya comme reine de Pologne à Cracovie. Várnagy d'Ónod, főispán des comtés de comté de Pozsony (1510) et Zala (1515), il est protonotaire (ítélőmester) du juge du royaume (1525) puis juge du royaume. Envoyé du roi Louis II, il sert de médiateur à Cologne et à Innsbruck dans les affaires matrimoniales du roi et de sa sœur et se rendit en 1510 auprès de l'empereur Maximilien II pour discuter de son adhésion à la Ligue de Cambrai. Il tombe à son apogée lors de la bataille de Mohács (1526) (chronique de Miklós Istvánffy).

### Branche de Nyék
Jakab et ses fils János et György Sárkány sont confirmés dans leur noblesse le 4 janvier 1587 en tant que propriétaires fonciers du domaine de « Nyék » dans le comté de Pozsony.

### Branche de Nagyszeg
Cette branche descend du précédent János Sárkány de Nyék, dont les descendant, le 4 avril 1686, sont autorisés à porter le prédicat de "Nagyszeg", du nom de leur domaine.

### Branche de Ilenczfalva
- Mihály Sárkány (1673-1737), capitaine du château de Csettnek dans le comitat de Gömör. Initiateur de la branche d'Ilenczfalva, il descend de celle de Nagyszeg. Père du suivant.
- András Sárkány (1712–1778), pasteur de Komlóskeresztes.
- József Sárkány (hu) (1828-1903), magistrat, vice-président de la Cour d'appel royale de Budapest (1887).
- Ferenc Sárkány (hu) (1822-1896), professeur de collège réformé, lieutenant durant la révolution hongroise de 1848, père du suivant.
- Lajos Sárkány (hu) (1822-1896), professeur et directeur de lycée.
- Sámuel Sárkány (hu) (1823-1911), évêque luthérien de Bánya (1890-1905). Père du suivant.
- vitéz Jenő Sárkány  (1869-1945)[1], lieutenant-général hongrois (altábornagy), ancien professeur à l'Académie Ludovika et président de la Cour suprême hongroise. Titulaire notamment de l'Ordre du Mérite hongrois, de l'ordre de la Couronne de fer (Autriche) et de l'ordre impérial de Léopold. Père du suivant.
- vitéz Jenő Sárkány (hu) (1899-1943), colonel de l'état-major général (artillerie). Il était officier de l'Ordre du Mérite hongrois (1941), commandeur de l'Ordre de la Couronne d'Italie (1942), Croix du Mérite de l'Ordre de l'Aigle allemand, 2e classe (1937) et Croix de Fer allemande, 2e classe (1942).

## Galerie

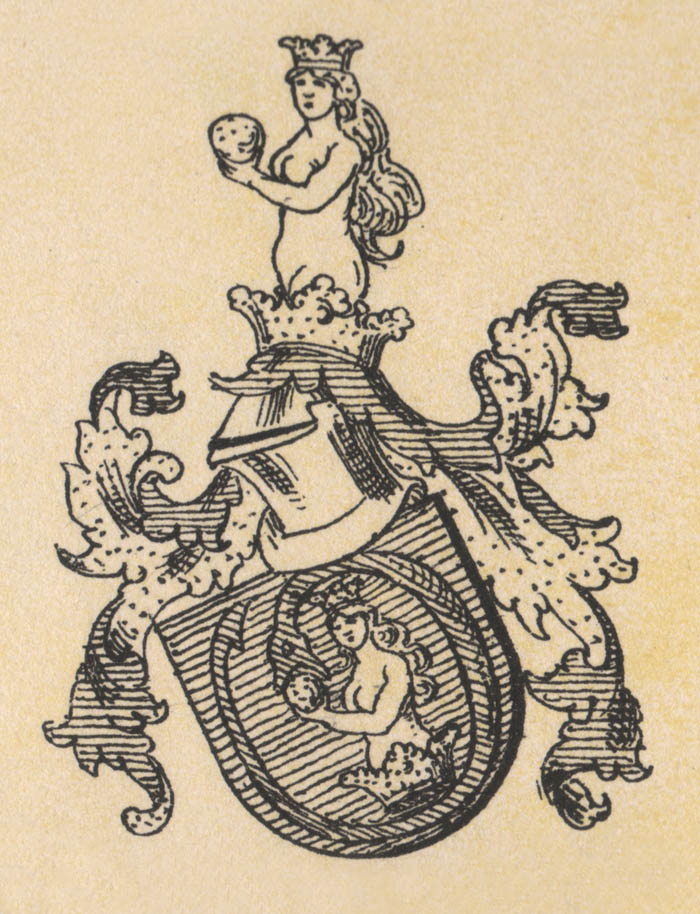
Armoiries de la famille Sárkány d'Ákosházi
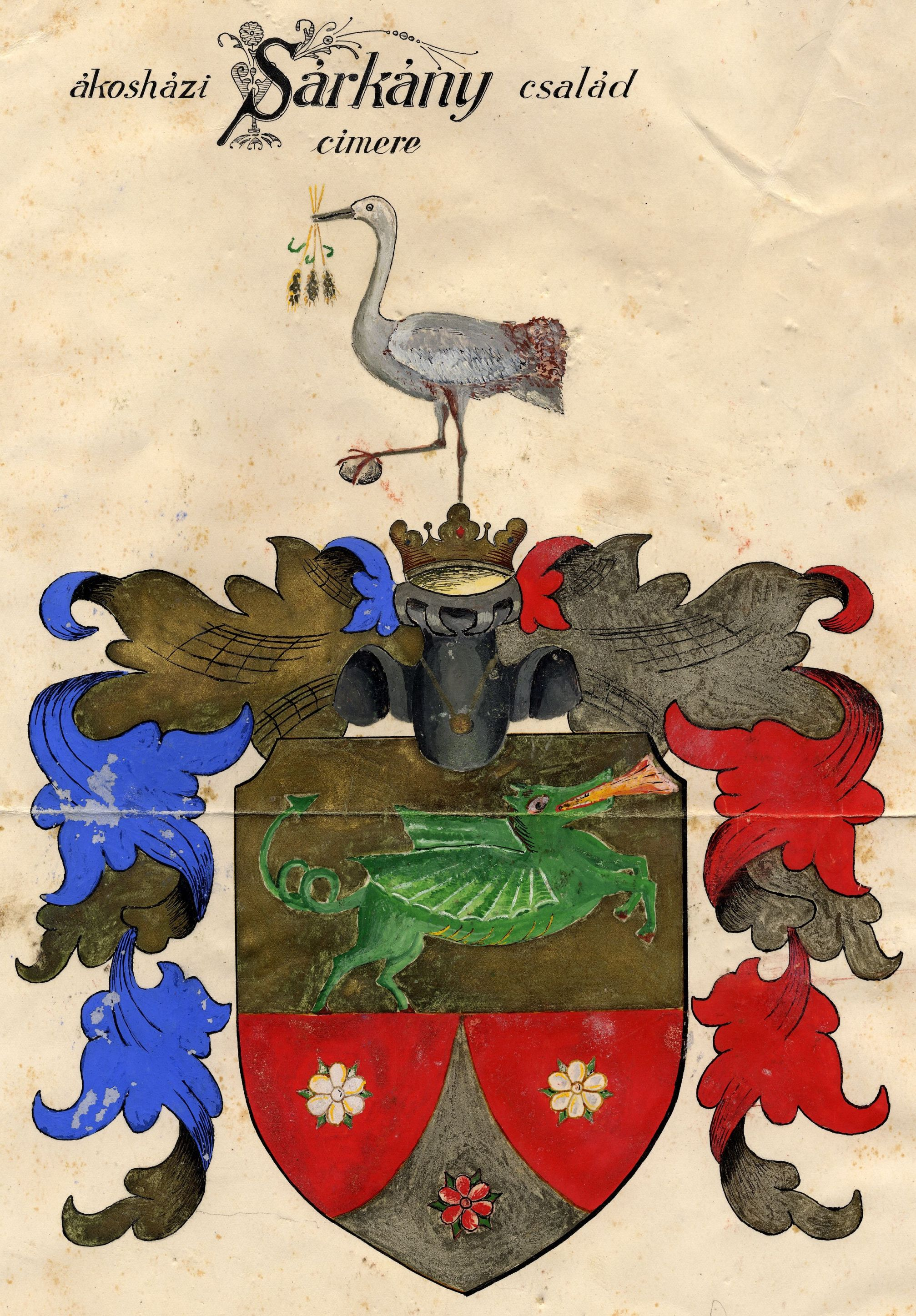
Armoiries de la famille Sárkány de Nagyszegh
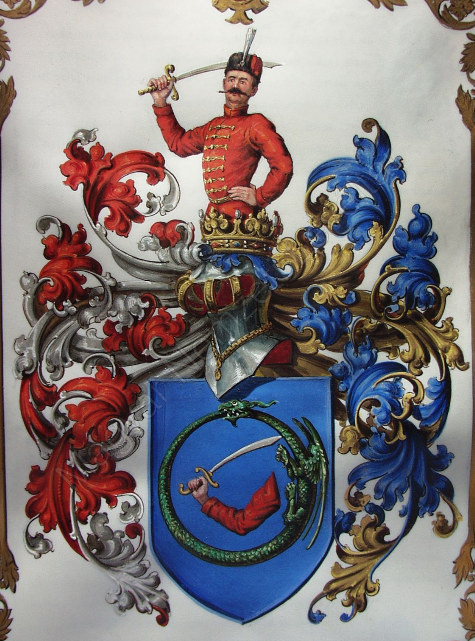
Armoiries de la famille Sárkány d'Ilenczfalva

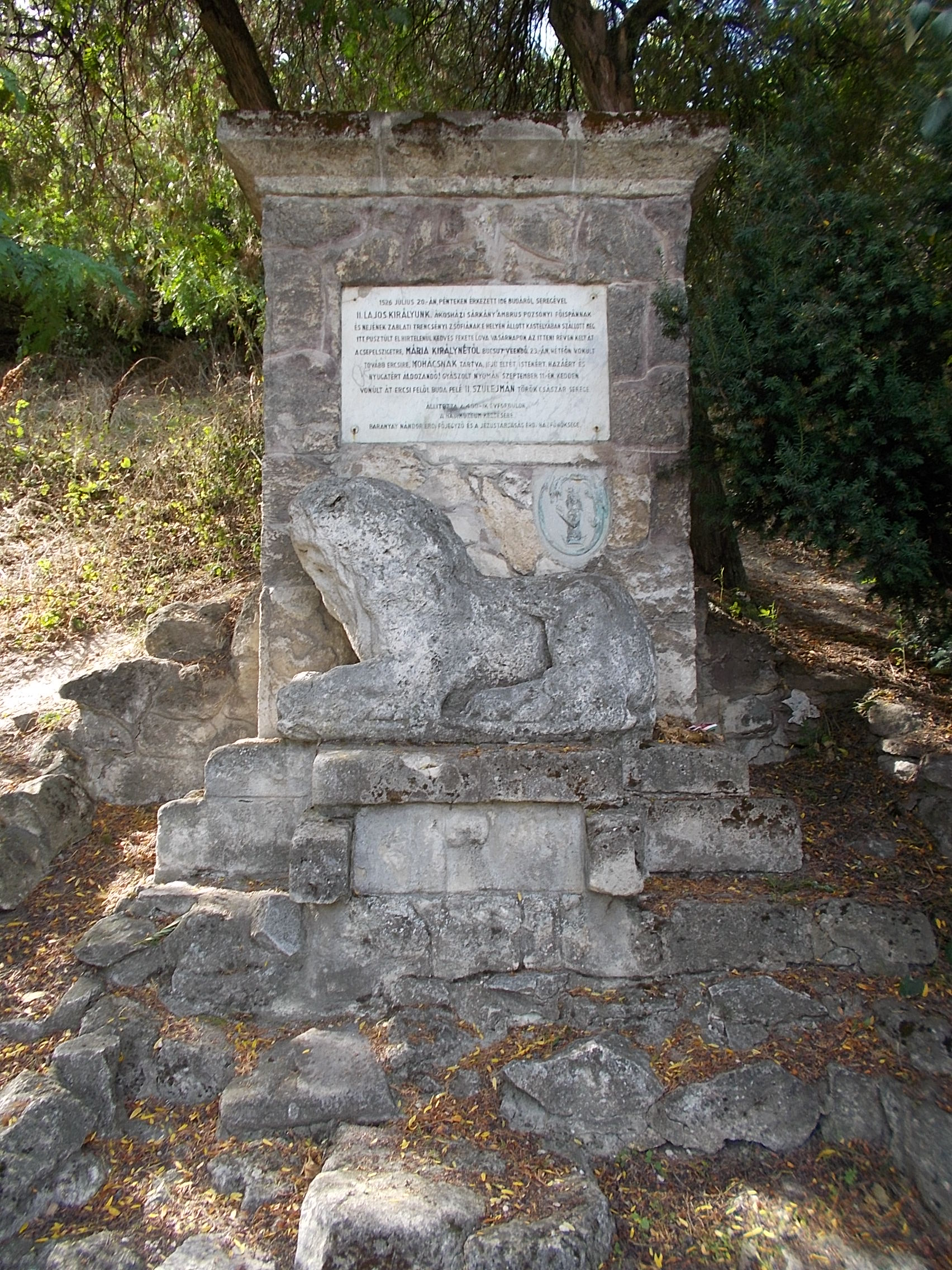
Plaque commémorative du roi Louis II de Hoongrie à Érd (1926) mentionnant le baron Ambrus Sárkány d'Ákosháza (†1526) et ornée de son blason
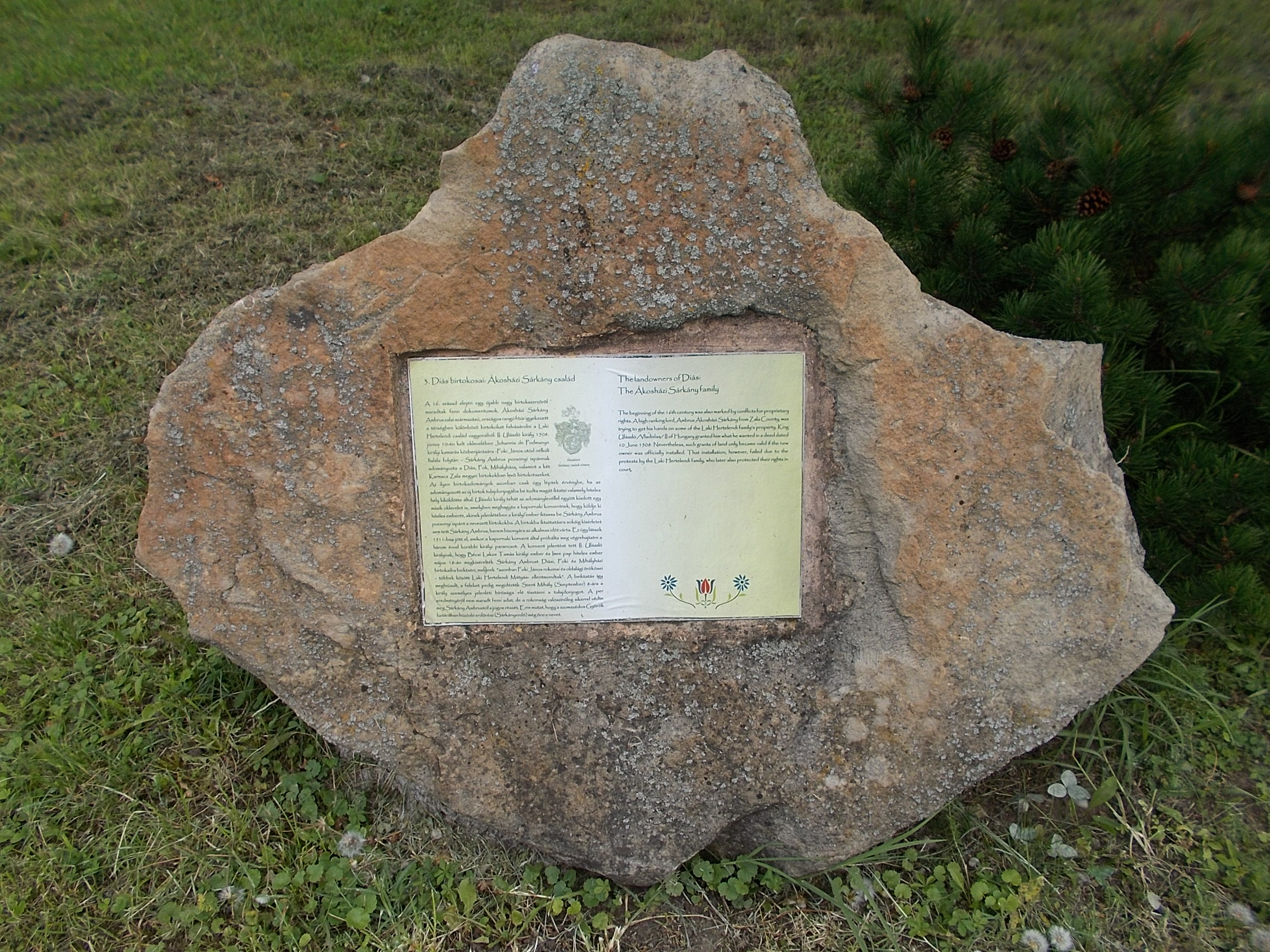
Plaque commémorative de la famille Sárkány d'Ákosháza dans le Parc commémoratif historique de Gyenesdiás (2016)
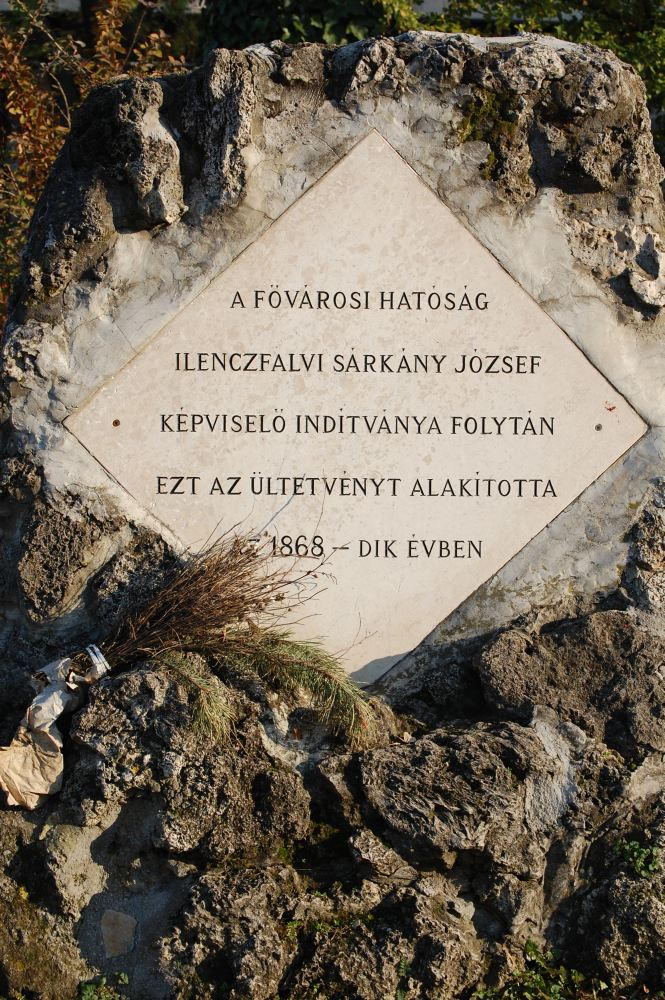
Plaque commémorative de József Sárkány d'Ilenczfalva (1828-1903), parc Népliget à Budapest
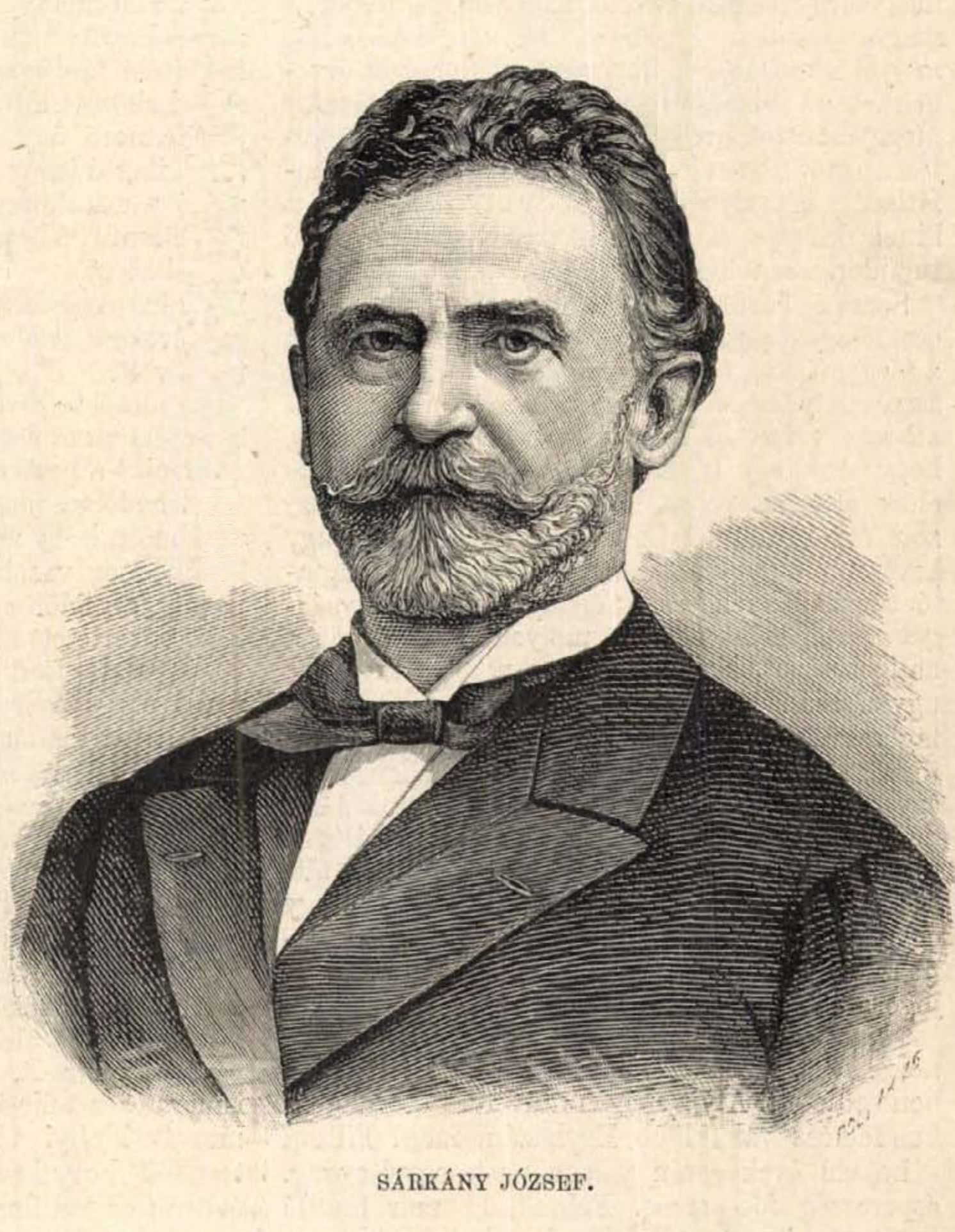
Portrait du précédent
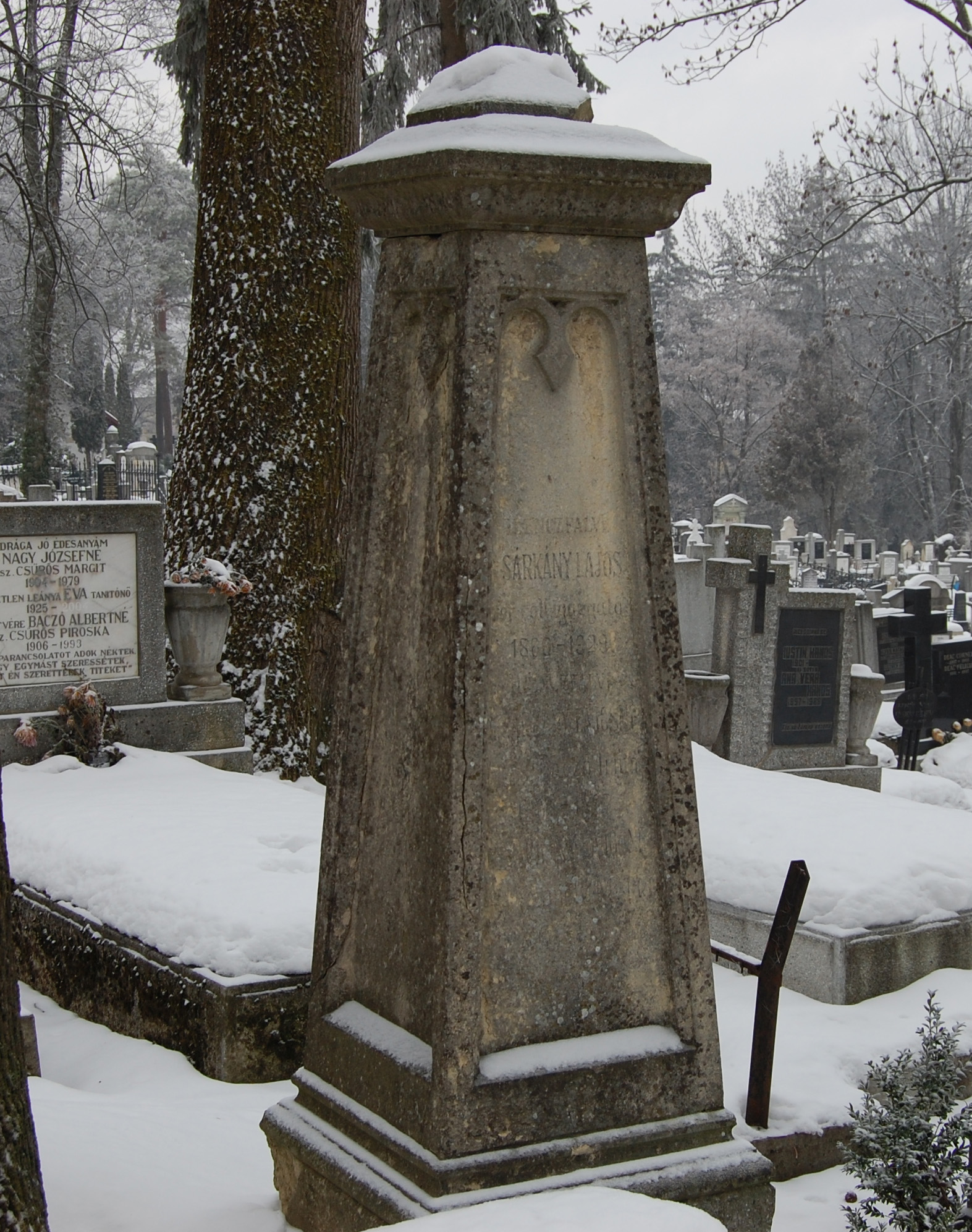
Pierre tombale du Pr Lajos Sárkány d'Ilenczfalva (1822-1896), cimetière Hajongard de Cluj/Kolozsvár
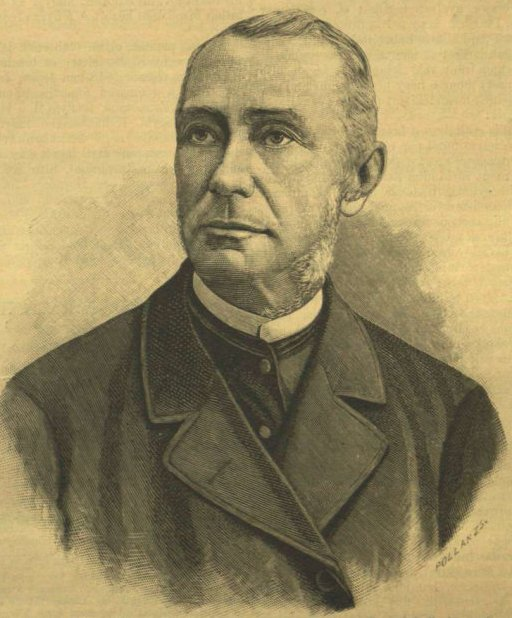
Sámuel Sárkány d'Ilenczfalva (1823-1911), évêque luthérien
général Jenő Sárkány d'Ilenczfalva (1869-1945)
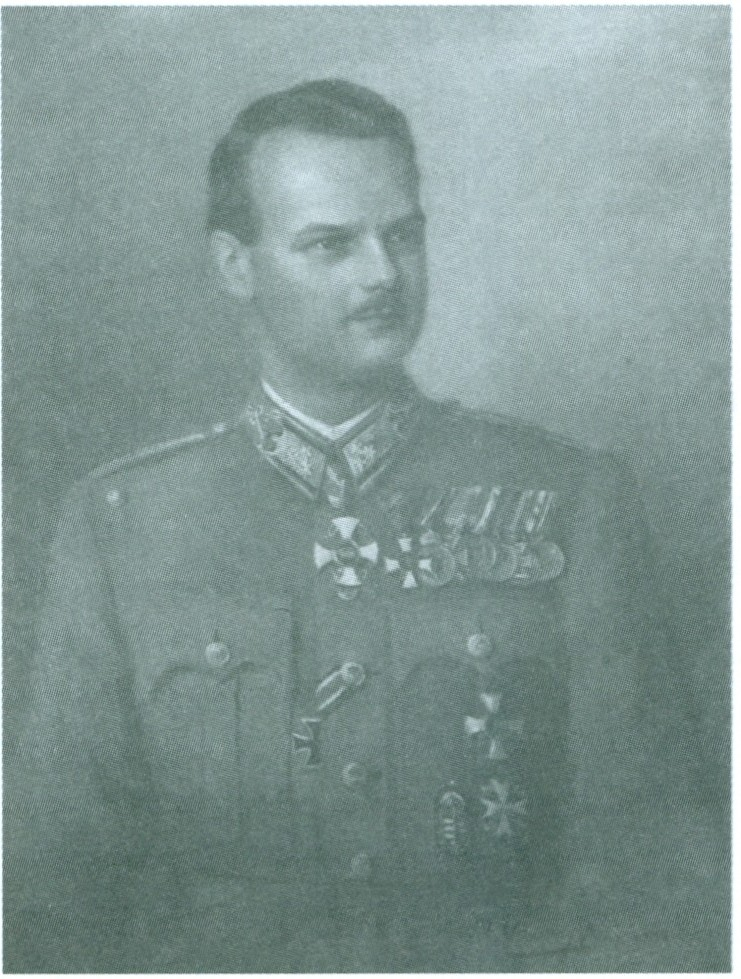
colonel Jenő Sárkány d'Ilenczfalva (1899-1943)